# Schloss Vufflens
Schloss Vufflens (französisch Château de Vufflens) steht 473 m ü. M. in der politischen Gemeinde Vufflens-le-Château im Distrikt Morges des Kantons Waadt in der Schweiz. Es wurde im frühen 15. Jahrhundert an der Stelle einer aus dem 13. Jahrhundert stammenden Burg errichtet. Es gilt als eines der bedeutendsten Schlösser der Westschweiz.

## Geschichte
Das Schloss Vufflens wurde zwischen 1420 und 1430 unter Henri de Colombier (um 1368–1437, deut.: Heinrich von Colombier) erbaut, Berater und Vertrauensmann des Grafen Amadeus VIII. von Savoyen. De Colombier gelangte 1385 durch die Heirat mit Jaquete de Duin in den Besitz einer an dieser Stelle befindlichen Burganlage aus dem 13. Jahrhundert, welche er abbrechen liess, um auf ihren Grundmauern einen neuen, grosszügigen Wohnsitz zu errichten. Hierzu beauftragte er einen italienischen Baumeister, welcher Backstein als Baustoff verwendete, um ein repräsentatives Wohnschloss zu errichten. Dabei wurde er durch Piemontesische Schlossbauten inspiriert.
Nachdem Henri de Colombier verstorben war, fiel Schloss Vufflens 1438 an dessen Sohn, Richard, welcher es wiederum an seine Nachkommen weitervererbte. Das Schloss blieb im Besitz dieser Familie, bis sie mit dem Tod von Philibert de Colombier 1544 erlosch. In diese Ära fällt die Brandschatzung des Anwesens durch Berner Truppen 1530, während der Auseinandersetzungen zwischen dem savoyischen Adel und der von Bern unterstützten Stadt Genf. 1536 erlitt Schloss Vufflens hingegen keine Beschädigungen, als das Waadtland durch die Berner unter Hans Franz Nägeli erobert wurde.
Unter bernischer Oberhoheit wechselte Schloss Vufflens nach 1544 mehrmals den Besitzer. 1590 wurden Ludwig von Erlach (1543–1597) und Ulrich Koch († 1599) als Mitherren zu Vufflens belehnt. 1630 ging Vufflens durch die Heirat der Marie Quay (1605–1676) mit François IV. de Senarclens (1599–1657) in den Besitz der Familie de Senarclens über. 1860 wurde Schloss Vufflens umfassend restauriert. Durch Heirat kam es erst in den Besitz von Jules Faesch (1833–1895) und dann von Ferdinand de Saussure (1857–1913), dessen Nachkommen Schloss Vufflens noch heute besitzen. Eine Besichtigung durch die Öffentlichkeit ist nicht möglich.

## Beschreibung
Der markanteste Bestandteil des Schlosses Vufflens ist der 60 m hohe quadratische Donjon. Dieser wird von vier niedrigeren Türmen umgeben, die durch einen Wehrgang mit Maschikulis (Pechnasenkranz) miteinander verbunden sind. Der Bergfried ist durch einen Innenhof vom östlich anschliessenden Wohngebäude getrennt. Auch dieses ist von vier runden Ecktürmen flankiert und mit Maschikulis versehen.

## Weinbau
Zum Schloss Vufflens gehört auch ein 8 ha umfassender Weinberg, welcher an das Weinhandelshaus Bolle & Cie SA aus Morges verpachtet ist. Vinifiziert wird der Wein in der neben dem Schloss liegenden Domaine du Plessis, gelagert wird er jedoch in dem Gewölbekeller des Schlosses Vufflens. Seit 2007 ist das Schloss Vufflens Mitglied der Clos, Domaines & Châteaus, einer Vereinigung historischer Waadtländer Weingüter und -schlösser.